# 144P/Kushida
144P/Kushida – kometa krótkookresowa należąca do rodziny komet Jowisza.

## Odkrycie i nazwa
Kometę tę odkrył astronom japoński Yoshio Kushida 8 stycznia 1994 roku (Yatsugatake South Base Observatory). W nazwie znajduje się nazwisko odkrywcy.

## Orbita komety
Orbita komety 144P/Kushida ma kształt elipsy o mimośrodzie 0,63. Jej peryhelium znajduje się w odległości 1,44 j.a., aphelium zaś 6,29 j.a. od Słońca. Jej okres obiegu wokół Słońca wynosi 7,6 roku, nachylenie do ekliptyki to wartość 4,1˚.